# Kameni most (prirodni luk)
Kameni most je prirodni luk, ukupno dug preko 70 metara, na zapadnom rubu mjesta Krmine, gradskog naselja Banja Luke.
Nalazi se u blizini ceste M16, na dijelu između Jajca i Banja Luke, nedaleko od Krupe na Vrbasu.
Nastao je erozivnim djelovanjem vjetra koji je tijekom tisuća godina stvorio rupu u stijeni.

## Turizam
Do mosta vodi pješačka staza, do koje se dolazi visećim mostom na Vrbasu. Na luku je uređeno nekoliko penjačkih smjerova različitih težina, pa ga često posjećuju slobodni penjači.